# Navarbeja
Navarbeja o Navarveja fue una localidad española, hoy día deshabitada, del municipio de Santiago del Collado, perteneciente a la provincia de Ávila, en la comunidad autónoma de Castilla y León.

## Toponimia
El topónimo puede aparecer referido con las grafías Navarveja y Navarbeja.

## Historia
Hacia mediados del siglo XIX, la localidad, perteneciente ya por entonces a Santiago del Collado, era descrita como un barrio y tenía 6 casas. Aparece descrita en el decimosegundo volumen del Diccionario geográfico-estadístico-histórico de España y sus posesiones de Ultramar de Pascual Madoz de la siguiente manera:

NAVARVEJA: barr. en la prov. de Avila, part. jud. de Piedrahita, térm. jurisd., y uno de los que componen el l. de Santiago del Collado, en cuyo pueblo están incluidas las circunstancias de su localidad, pobl. y riqueza (V.). Tiene 6 casas.
(Madoz, 1849, p. 67)

La localidad quedó despoblada.